# Zuentiboldo
Zuentiboldo (1 de janeiro de 870 — 13 de agosto de 900), foi o filho ilegítimo do Imperador Arnulfo. Em 895, seu pai deu-lhe o trono de Lorena, que governou até sua morte. Ele tentou preservar a independência de seu Reino contra o Reino Franco Oriental, no entanto, após a sua morte foi sucedido por seu irmão, Luís, a Criança.

## Vida

### Início da vida
Zuentiboldo foi o filho ilegitimo do futuro Imperador romano Arnulfo da Caríntia, e Vimburga (18 de Maio de 898), uma de suas amantes. Ele nasceu durante o reinado de seu bisavô, Luis, o Germânico na Frância Oriental (Atual Alemanha)
Zuentiboldo interveio na disputa pelo trono da Frância ocidental (França) entre o conde Odão de Paris e Carlos III, o Simples, mas eles começaram a trabalhar juntos contra ele, quando pareceu que ele estava tentando conquistar o trono da Frância ocidental para si. O filho mais velho de Arnulfo era o herdeiro ao trono da Frância oriental. De acordo com o Tratado de Meersen de 870 e o de Ribemont, de, o Reino da frança central ou reino de Lotaríngia foi derrubado e anexado pela Frância oriental. Em 893 a esposa do rei Arnulfo, Ota, deu à luz seu filho legítimo e sucessor de Zuentiboldo, Luís, a Criança, Zuentiboldo em compensação recebeu o título de rei da Lotaríngia.

### Rei de Lotaríngia

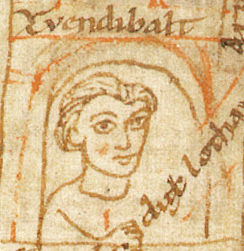
Retrato do rei Zuentiboldo

Através de um plano para integrar o reino da Lotaríngia ao reino da Frância oriental, o governo de Zuentiboldo foi ajudado por seu pai, e apoiado pelos arcebispos Hermano I de Colônia e Ratiboldo de Tréveris, contra a resistência da nobreza local. Como ele ajudou muito a população local, ele começou a ser odiado pela nobreza em poucos anos. Ele estava lutando contra nobres não governantes quando seu pai, Arnulfo morreu em 899 e o filho legítimo dele, Luís, a Criança com seis anos de idade, se tornou o rei da Frância oriental.

### Morte
Zuentiboldo desejava aproveitar-se da vantagem da sucessão de seu meio irmão para estabilizar completamente a independência do reino de Lotaríngia. Porém, depois que perdeu a assistência de seu pai, toda a nobreza apoiou Luis e pediu para ele intervir. Em 900, o Conde Reginaldo I de Langhals lutou contra Zuentiboldo e o feriu onde atualmente é Susteren. Depois da morte de Zuentiboldo, seu meio-irmão Luiz, a Criança da Frância oriental também governou Lotaríngia.